# Casa al carrer del Port, 27 (l'Escala)
La casa al Carrer del Port, 27 és un edifici al nucli antic de l'Escala (a l'Alt Empordà) a la part septentrional del nucli, amb la façana principal orientada al Carrer del Port.

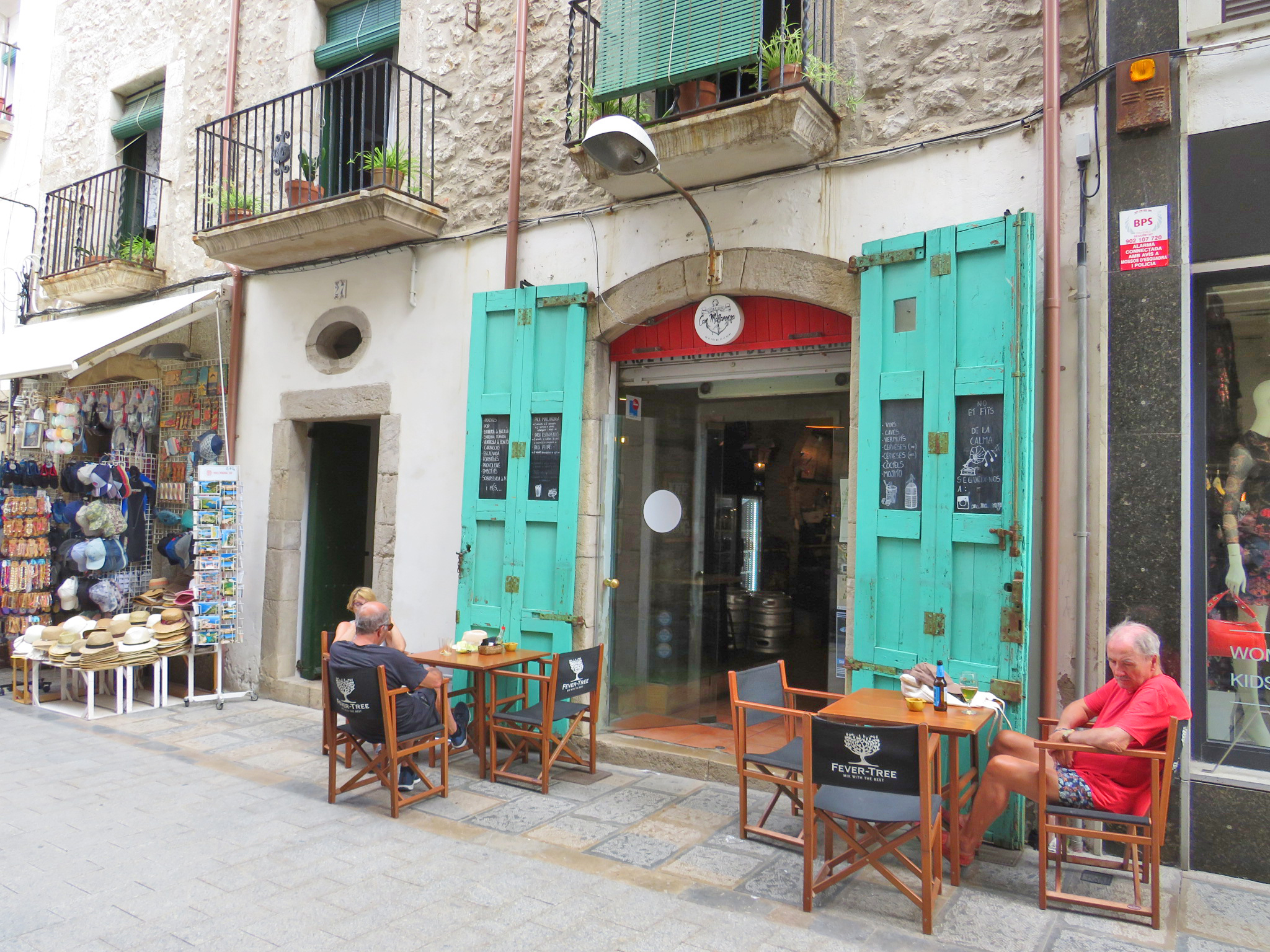
Detall dels baixos

Edifici de planta rectangular format per tres crugies, amb la coberta a dues vessants de teula i distribuïda en planta baixa i dos pisos. La façana principal presenta, a la planta baixa, dos portals d'arc rebaixat emmarcats amb carreus de pedra, als laterals, i al centre, un altre portal rectangular de pedra, amb una obertura ovalada al damunt. A la primera planta hi ha tres finestrals rectangulars, bastits amb carreus de pedra, amb sortida a tres balcons exempts, amb llosana motllurada. A la façana principal, a la barana obrada en ferro del balcó central hi ha la data de 1847, referent a la inauguració de l'edifici. La segona planta presenta un balcó central, de mides més petites, i dues finestres laterals emmarcades amb carreus de pedra també. La façana està rematada amb una cornisa motllurada.
La resta del parament es troba arrebossat als pisos superiors i força transformat a la planta baixa, combinant el mateix revestiment amb plafons de ceràmica.